# Gideon Kleinman
Gideon Kleinman (en hebreo: גדעון קליינמן‎; Israel; 1955 – 14 de agosto de 2025) fue un futbolista israelí que jugó en la posición de extremo.

## Equipos
| Periodo   | Club              |
| --------- | ----------------- |
| 1972–1983 | Maccabi Netanya   |
| 1983-1985 | Maccabi Hadera FC |

## Logros
- Championships: 1973–74, 1977–78, 1979–80
- State Cup: 1978
- Israeli Supercup: 1974, 1978, 1980
- UEFA Intertoto Cup: 1978, 1980